# Guillermo Sánchez
Guillermo Sánchez (Buenos Aires, 22 de diciembre de 1964 - Buenos Aires, 27 de mayo de 2017) fue un bajista, cantante y compositor argentino de heavy metal y hard rock. Formó parte de los grupos Rata Blanca y Mala Medicina. Era conocido popularmente como «El Negro».

## Biografía
En la adolescencia empezó tocando el arpa. Fue a partir de los 17 años que comenzó a tocar el bajo y al poco tiempo formó algunas bandas de barrio que tocaban principalmente en reuniones y en festivales de los colegios.
La primera agrupación importante de la que formó parte se llamó 6L6. Junto a ella recorrió el circuito under sin llegar a grabar ningún disco, pero en el camino fue acumulando experiencia, la cual solo se adquiere tocando frente al público. Por aquella época el vocalista de 6L6 era Billy, el cual gozaba de cierta fama porque había grabado un LP junto a Bloke, una de las bandas pioneras del heavy nacional. Lo más importante que hizo 6L6 durante la etapa de Sánchez fue un Teatro Lasalle.
Más tarde, a pedido del guitarrista Julio Morano, reemplazó al bajista de WC por un par de actuaciones. Allí conoció a Sergio Berdichevsky y Saúl Blanch. En uno de esos shows de WC compartió cartel con Rompecabezas, la banda de Adrián Barilari.
Llegó a Rata Blanca por intermedio de Sergio Berdichevsky. Yulie Ruth, bajista de Alakrán, había grabado con Giardino, Rowek y Cava el demo que dio origen a Rata Blanca y también estuvo en los primeros ensayos cuando se incorporó Sergio, pero no continuó con el proyecto porque desde un principio estaba a préstamo. Así fue que una noche Walter y Sergio se encontraron en un boliche de casualidad con Guillermo y le ofrecieron sumarse a la nueva banda.
Los primeros shows de Rata no dejaban ganancias, razón por la cual alquilaban todo de palabra a pagar después del concierto, apostando a que les iba a ir bien. Esto lo hacían tanto con los teatros, como con los carteles, las luces y los plomos.
En los panfletos figuraba que la dirección general estaba a cargo de Federico Rowek, el padre de Gustavo, porque trabajaba en teatros y sabía sobre puestas en escena.
Fue el único bajista de Rata Blanca. Junto a la agrupación recorrió Latinoamérica y Europa en una serie de conciertos.
Luego de la separación de Rata Blanca, mantuvo una estrecha amistad con Gustavo Rowek y Sergio Berdichevsky, pero no se incorporó a la formación de Nativo. En Consumo, el disco de la banda, todos los integrantes le agradecieron la amistad que los une y la ayuda prestada.
Armó una banda que se llamó Revólver, muy dentro del estilo Aerosmith, y junto a ella hizo alrededor de 10 presentaciones. Luego el vocalista decidió dejar el proyecto y harto de buscar otro cantante decidió formar otro grupo.
Con la vuelta de Rata Blanca, Giardino lo convocó para reemplazar a Daniel Leonetti en el bajo. El 2 de septiembre se presentó en la ciudad de Santa Cruz, Bolivia junto a Adrián Barilari, Walter Giardino, Miguel De Ipolla y Fernando Scarcella en lo que fue la primera presentación de La Rata en tres años.

## Mala Medicina
Mala Medicina surge de la idea de Guillermo Sánchez de hacer un trabajo paralelo. Para el proyecto convoca a Gabriel Marian (cantante de Rata Blanca en el disco Rata Blanca VII), Javier Retamozo (tecladista de Rata Blanca en los discos Entre el cielo y el infierno y Rata Blanca vII), para grabar su primer disco también convocan al baterista Pablo Naydon (Alakrán, O’Connor) y los guitarristas Fernando Cosenza (Devenir), Santiago Bernasconi.
Mala Medicina se publica en 2004. Luego de algunas diferencias Gabriel Marian se aleja de la banda y de inmediato llaman a Norberto Rodríguez (excantante de Walter Giardino Temple) y comienzan a trabajar en el nuevo material con la renovada formación: Rodríguez en voz, Sánchez en bajo;Retamozo en teclados, y el nuevo guitarrista Lucio Antolini... Rápidamente surge la posibilidad de grabar un nuevo disco y para este Guillermo decide invitar a su compañero en Rata Blanca, Fernando Scarcella. Con esta formación graban el segundo disco, A pura sangre, siguiendo la línea musical del hard rock.
La banda realizó numerosas presentaciones en distintos locales de Buenos Aires y en la provincia de Córdoba en 2010. Ya en esta época la banda atravesaba por cambios en su formación. En 2011 graban algunos sencillos con Daniel Tesoriero como cantante. Tras la salida de este último y Guillermo Sánchez asume el puesto de cantante mientras se mantiene como bajista. En 2014 edita "Ave Fenix" con lo que fue la última formación de Mala Medicina, Luis Simoni y Roberto Abeldaño en guitarras y Rodrigo Chaparro en batería.

## Band Dean
Es un mix de cuatro músicos de bandas clásicas que unieron para hacer Dean Band. Grabando su primer demo el 8 de enero de 2011 en estudio CICLO.

### Integrantes
- Walter Meza (de Horcas): voz
- Guillermo Sánchez (de Rata Blanca): bajo
- Sebastián Coria (de Horcas): guitarra
- Sergio Vall (de Los Violadores): batería

## Fallecimiento
En mayo de 2017, se conoció a través de las redes sociales que eran necesarios donantes de sangre de cualquier tipo, ya que Guillermo se encontraba hospitalizado en la ciudad de Buenos Aires debido a una septicemia, producto de una bacteria. Nunca se informó qué tipo de bacteria era la causante de la infección. El día 27 de mayo de 2017, el vocalista de Rata Blanca, Adrián Barilari, colgó en las redes sociales una cinta de luto, confirmando así la trágica noticia de su fallecimiento.

## Discografía

### Con Rata Blanca
- 1988: Rata blanca
- 1990: Magos, espadas y rosas
- 1992: Guerrero del arco iris
- 1993: El libro oculto
- 1994: Entre el cielo y el infierno
- 1996: En vivo en Buenos Aires (con la Orquesta de Cámara Solistas Bach).
- 1997: Rata Blanca VII
- 2000: Grandes canciones (recopilatorio).
- 2002: El camino del fuego
- 2003: La leyenda continúa (tributo con la participación de todos los integrantes de la historia de Rata Blanca).
- 2003: Poder vivo (en vivo).
- 2005: La llave de la puerta secreta
- 2008: El reino olvidado
- 2009: The Forgotten Kingdom
- 2015: Tormenta Eléctrica

### Con Mala Medicina
- 2004: Mala Medicina
- 2007: A Pura Sangre
- 2014: Ave Fénix

### Bandas anteriores
- 1982: WC
- 1983-1985: 6L6
- 1998: Revólver
- 1999: Santería
- 2002-2017: Mala Medicina.